# Oryctolagus cuniculus domesticus
El conejo doméstico (Oryctolagus cuniculus domesticus) es una subespecie de Oryctolagus cuniculus, un mamífero lagomorfo de la familia Leporidae. Mide hasta 50 cm y su peso puede ser de hasta 2,5 kilogramos. Ha sido introducido en varios continentes y es la especie que se utiliza en la cocina y en la cunicultura.